# Ріно-Тахо (аеропорт)
Міжнародний аеропорт Ріно-Тахо (IATA: RNO, ICAO: KRNO, FAA ідент. місц.: RNO) — цивільний і військовий аеропорт у трьох милях (4,8 км) на південний схід від центру міста Ріно, в окрузі Вошо (штат Невада, США). Це другий за завантаженістю комерційний аеропорт штату після міжнародного аеропорту імені Гаррі Ріда в Лас-Вегасі. Національна гвардія Невади має 152-е повітряне крило на південний захід від головного терміналу аеропорту. Аеропорт названий на честь міста Ріно і озера Тахо. Повітряний простір аеропорту Ріно-Тахо контролюється TRACON Північної Каліфорнії та Центром управління рухом повітряних маршрутів Окленда.